# アルベルト・モッセ
アルベルト・モッセ（ドイツ語: Albert Mosse, 1846年10月1日 - 1925年5月31日）は、ドイツの法律家。お雇い外国人として日本に招かれた一人。

## 生涯
プロイセン王国支配下にあったポズナン大公国のグレーツ（現在のポーランド共和国グロジスク・ヴィェルコポルスキ）において、ユダヤ系ドイツ人の家庭に生まれる。フリードリヒ・ヴィルヘルム大学(現在のフンボルト大学ベルリン）修了後、ベルリン裁判所判事となったのちドイツ在日本大使館顧問に就任。伊藤博文ら日本から調査に訪れた代表たちに1882年から1883年にかけて師のルドルフ・フォン・グナイストと共に講義を行った。
1886年（明治19年）に訪日。モッセ以前にヘルマン・レースラーが既に招聘されていたが、モッセの憲法制定や地方制度の創設への貢献の方がより実質的な影響を与え、それゆえ、「明治憲法の父」といわれる。伊東巳代治はモッセの講義を『莫設氏講義筆記』として発表した。モッセは日本を気に入り、回想記に「すばらしい日本を忘れることはない」と記している。
1890年の帰国後はケーニヒスベルク高等裁判所判事、ベルリン大学法学部教授などを歴任した。
弟子にヴィルヘルム・ゾルフがおり、ヴァイマル共和政時代に駐日大使を務めた。

## 参考史料
- 最高法規としての憲法のあり方に関する調査小委員会「明治憲法と日本国憲法に関する基礎的資料（明治憲法の制定過程について）」、衆議院憲法調査会事務局,平成15年5月.
- 瀧井一博「伊藤博文は日本のビスマルクか？」東京大学ドイツ・ヨーロッパ研究センター。
- 坂井雄吉「モッセ書簡集の刊行によせて:出版にこぎつけるまで」大東法学26巻2号、1996年